# Lorenzo Agustí Pons
Lorenzo Agustí Pons (Paterna, segle xx) és un arquitecte i polític valencià, alcalde de Paterna (l'Horta Nord) entre el 2007 al 2014, moment en què dimiteix al veure's implicat en un cas de corrupció.
Militant del Partit Popular (PP) des de 1994 presenta la seua candidatura a l'alcaldia de la seua ciutat a les eleccions de 2003 perdent davant del socialista Francisco Borruey i esdevenint cap de l'oposició. Durant aquest període també va ser assessor del president de la Generalitat Francisco Camps. A les següents eleccions de 2007 aconsegueix la batllia amb el 54% dels vots i 15 dels 25 escons del consistori municipal. Va revalidar l'alcaldia el 2011 amb el 52% tot i que no va poder finalitzar el seu mandat a l'esclatar un cas de prevaricació en la contractació d'una empresa municipal pel que va haver de renunciar el 2014.
Dos anys més tard Agustí va ser declarat culpable d'haver contractat per més de 500.000 € a una empresa amb la que tenia relacions professionals sense concurs públic pel que va estar set anys inhabilitat per a càrrecs públics. Lorenzo Agustí també ha sigut condemnat per diversos delictes contra la seguretat viària per la conducció sota els efectes de l'alcohol.
El 2020 va disputar a Maria José Català la presidència del PP a la ciutat de València sense èxit.